# Cathrine Dekkerhus
Cathrine Høegh Dekkerhus est une footballeuse norvégienne née le 17 septembre 1992, jouant actuellement au Stabæk FK. Elle fait également partie de l'équipe nationale de Norvège, depuis sa première sélection à l'occasion du Championnat d'Europe de football féminin 2013.

## Biographie
Cathrine Dekkerhus participe avec la sélection norvégienne à la Coupe du monde des moins de 20 ans 2012 organisée au Japon. Elle joue quatre matchs lors du mondial, atteignant le stade des quarts de finale, en étant éliminée par l'Allemagne.
Elle joue ensuite avec l'équipe de Norvège le Championnat d'Europe 2013 en Suède et la Coupe du monde 2015 au Canada

## Palmarès
- Championne de Norvège en 2013 avec Stabæk
- Vainqueur de la Coupe de Norvège en 2012 et 2013 avec Stabæk